# Albert Thomas (Politiker, 1878)

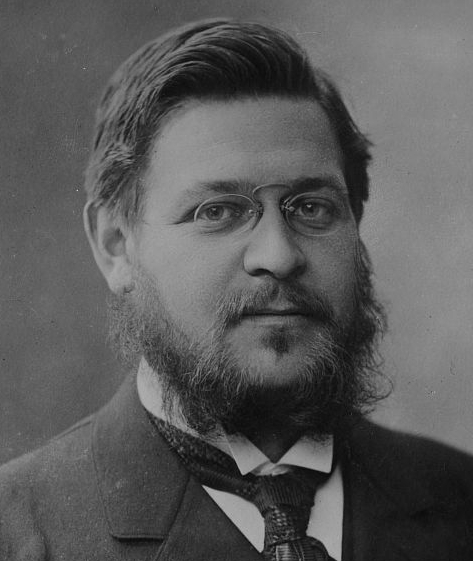
Undatiertes Porträt von Albert Thomas

Albert Thomas (* 16. Juni 1878 in Champigny-sur-Marne; † 7. Mai 1932 in Paris) war ein französischer sozialistischer Politiker. Er war während des Ersten Weltkriegs für mehrere Monate Rüstungsminister. Nach dem Ersten Weltkrieg wurde er Direktor der Internationalen Arbeitsorganisation (ILO) in Genf.

## Leben
Albert Thomas stammte aus dem unteren Mittelstand. Er wurde an der École normale supérieure in Paris ausgebildet. Ab 1905 gehörte er der Führungsspitze der Section française de l’Internationale ouvrière an. 1910 wurde er Abgeordneter der französischen Abgeordnetenkammer. Thomas war ein Vertreter des reformistischen Flügels der sozialistischen Partei. Er war Mitarbeiter bei der sozialistischen Tageszeitung L’Humanité und 1914 Direktor der Revue socialiste. Ebenso war er im Verlauf seiner politischen Karriere Bürgermeister seines Heimatortes.
Bei Ausbruch des Ersten Weltkriegs befürwortete er die „Union sacrée“, die innenpolitische Geschlossenheit als Schlüssel zum Sieg ansah. Von Dezember 1916 bis September 1917 diente er als Rüstungsminister. Dabei gelang unter seiner Amtszeit eine weitere Steigerung der Rüstungsproduktion. Thomas verband diese soweit möglich mit sozialen Reformen zugunsten der Beschäftigten. 
1917 bereiste er mit dem britischen Sozialisten Arthur Henderson im Rahmen einer mit dem Ziel einer Verlängerung der russischen Kriegsanstrengung geplanten „mission extraordinaire“ das revolutionäre Russland. Der Sowjet begegnete ihnen mit Misstrauen. Im September 1917 schied Thomas mit dem Sturz der Regierung unter Alexandre Ribot aus seinem Amt und geriet innerhalb der Partei, die eine weitere Regierungsbeteiligung immer mehr ablehnte, ins Abseits. Albert Thomas wurde nach Kriegsende Gründungsdirektor der Internationalen Arbeitsorganisation des Völkerbunds.

## Werke
- Die dreijährige Dienstzeit und die französische Volkswirtschaft. München 1913[4]
- Wirtschaftsfrieden! Zeitungsartikel im Hamburgischen Correspondenten Hamburg 1928[5]
- Politique sociale internationale. Genf 1947[6]